# 公用设施与跨区互助基金会
公用設施與跨區互助特別基金會（法語：Fonds spécial d'équipement et d'intervention intercommunale，簡稱：FEICOM，官方英語譯名：Special Council Support Fund For Mutual Assistance）是喀麥隆共和國一準行政機構。成立於1974年，並於1977年開始正式運行，並在2000年進行了重組。 
該基金會主要由喀麥隆國家出資，旨在促進地方領土集體（市、鎮）的發展，素有「市鎮銀行」之稱。

## 組織機構
FEICOM為喀麥隆國家出資的基金會，管理體系依據國家法律和行政命令確立，詳情如下：

### 董事會
FEICOM最高決策機構為董事會，其董事會由如下人員組成：
- 1名總統府代表
- 1名總理府代表
- 1名負責地方分權的內閣部委的代表
- 1名財政部代表
- 1名城市發展部代表
- 1名領土整治部代表
- 4名地方行政集體代表
- 1名職工代表

按照慣例，董事會主席由領土行政與地方分權部部長擔任。

### 監事
基金會監事由喀麥隆財政部部長（或部長代表）和領土行政與地方分權部部長（或部長代表）同時擔任，分別進行財政監督、技術技術監督。

### 日常管理機構
其常設管理機構為總經理，亦可能會有一名副總經理，此兩人均需由共和國總統任命。目前FEICOM總經理為 Philippe Camille AKOA。

## 職能
該基金會主要職能如下：
- 通過財政貸款、跨區調撥等方式扶持地方領土集體
- 為市鎮或跨市鎮公共工程撥款
- 集中管理市鎮附加稅
- 為市鎮人員與民政人員的培訓提供教育經費

## 名稱
喀麥隆共和國官方語言為法語和英語，該組織法語名與英語名稱均為其正式名稱。不過其英法名稱並非完全一致，法語名稱 Fonds spécial d'équipement et d'intervention intercommunale 主要含有 équipement （指公用設施）、intervention intercommunale（指跨市鎮參與，即該機構調配各市鎮（commune）之間的財政等資源）。而英語名稱Special Council Support Fund For Mutual Assistance主要包含 Council Support （指市鎮支持，council指的是喀麥隆的市鎮）與 Mutual Assistance （互助）。
其官方簡稱FEICOM、本詞條採用的中文譯名均來自其法語名稱。

## 地理位置
基金會總部目前位於雅溫得市雅溫得五區名博曼4561街381號的總部大院，郵箱：雅溫得718郵箱。同時，其下設了十個區域中心，分佈于喀麥隆共和國的10個一級行政區。
該基金會已經開始修建新總部大樓，該大樓位於雅溫得原總部旁，目前主體已經完工，預計將於2018年竣工。